# 富民里 (臺北市)
富民里是台北市萬華區龍山次分區轄下的一個里。面積0.1587平方公里，下轄21鄰。2020年止共有人口4,665人。

## 邊界
西側為青山里、北側為菜園里，東側為福音里，南側為富福里。

## 公共設施
- 艋舺公園